# Гірсько-лучні ґрунти
Гірсько-лучні ґрунти — ґрунти, що розвиваються у горах під альпійськими луками вище смуги лісової рослинності. Використовуються як пасовища й сінокоси.

## Характеристика
Гірсько-лучні ґрунти характеризуються незначною потужністю (40-100 см), слабкою диференційованістю, значним вмістом гумусу у верхній частині ґрунтового профілю (10-25 %), кислою реакцією, значною щебинистістю.
Верхні шари мають невелику щільність, характеризуються великою вологємністю (зменшується до низу), високою водопроникністю (зменшується до низу).
Кислотність цього типу ґрунтів обумовлюється, головним чином, алюмінієм. Такі ґрунти мають невисоку ємність катіонного обміну, слабо насичені основами. У гумусовому горизонті переважають фульвокислоти; мінеральна частина багата на вільні окисли заліза, можливе навіть утворення конкрецій.

### Ґрунтовий профіль
Структура ґрунтового профілю Ad-A-AC-C, інколи вирізняють і горизонт В.
- Hd[3], Ad[4]. Плотна, щільнозв'язана корінням трав'янистої рослинності дернина (до 10 см).
- Hq, A. Гумусовий горизонт (10-20 см) темного, або темно-бурого кольору. Структура зерниста, з елементами порохуватості, кам'яні включення.
- HPq, AC. Перехідний горизонт (15-25 см) світлішого кольору. Структурні окремості представлені комками, рідше зернами, виражені менш яскраво. Перехід до горизонту Pq чіткий.
- Pq, С. Ґрунтотворна порода — елювій, делювій, або їхнє поєднання (до 30 см). Структурно представлена кам'янистими окремостями (до 80 % об'єму). Безструктурний дрібнозем часто жовто-бурого кольору[2].

## Класифікація
Гірсько-лучні ґрунти поділяються на:
- Гірсько-лучні торф'янисті — поширені власне на альпійських луках. Характерною особливістю є наявність сухого торф'яного шару (1-2 см). Мають найбільш кислу реакцію серед гірсько-лучних ґрунтів, найменшу ємність катіонного обміну, насиченість основами[2].
- Гірсько-лучні дернисті — поширені на субальпійських луках, де фітомаса травостою значно більша ніж на альпійських луках. Характерною особливістю є більша потужність гумусового горизонту, більша гуміфікація. Менш кисла реакція, більша ємність катіонного обміну і насиченість основами[2].
- Гірсько-степові (гірсько-лучні чорноземовиді) — поширені на вапняках та інших карбонатних породах з нейтральною, слабокислою реакцією (гірський Крим)[1]. Характерною особливістю утворення є наявність періодичного промивного водного режиму. У ґрунтовому профілі чітко відстежуються сірі відтінки, наявні копроліти[2].

## Географія та поширення
Поширені в субальпійському й альпійському висотних поясах (полонинах) на висотах понад 1100—1200 м у західній і 1500—1550 м східній частинах області (Альпи, Кавказ).

## Генезис
Формування гірсько-лучних ґрунтів відбувалося під лучною, чагарничковою та чагарниковою рослинністю, хоч і не виключається участь лісової рослинності у більш теплі періоди голоцену. Сучасне поширення цих ґрунтів збігається з холодною висотною зоною, для якої характерні низькі суми активних температур (1000—600°С і менше) і високий гідротермічний коефіцієнт (4-5). У таких умовах відбувається досить повільний процес вивітрювання гірських порід і уповільнюється ґрунтоутворення, зокрема мінералізація органічних решток, характерне оторфовіння.

## Використання
Гірсько-лучні ґрунти використовуються як пасовища для отар овець, ВРХ (корови, яки). При використанні гірсько-лучних ґрунтів як пасовищ потрібно дотримуватись нормування випасу, щоб не привести їх до виснаження і деградації, заміні видового складу високопродуктивних трав на малопродуктивні та неїстівні бур'яни. При виснаженні пасовищ проводять рекультивацію внесенням мінеральних і органічних добрив (за розробленими картограммами), підсіванням продуктивних злаків.
Гострою екологічною проблемою при використанні даного типу ґрунтів завжди буде водна ерозія, тому особливу увагу приділяють лісозахисним смугам нижче по схилах, раціональній лісозаготівлі (коефіцієнт вирубки не вище 0,5-0,6). На схилах крутіших за 10-12° дозволяється вирощування лише багаторічні кормові трави, на крутіших схилах потрібні агромеліоративні заходи з терасування схилів під високорентабельні багаторічні культури (плодові, виноград), або й зернові в тропічних регіонах.